# Rhaphidophora acuminata
Rhaphidophora acuminata är en kallaväxtart som beskrevs av Elmer Drew Merrill. Rhaphidophora acuminata ingår i släktet Rhaphidophora och familjen kallaväxter. Inga underarter finns listade.